# Morro do Sumaré
O Morro do Sumaré é uma elevação localizada na cidade brasileira do Rio de Janeiro, com mais de 700 metros de altitude. O morro está localizado dentro do Parque Nacional da Tijuca, dentro da Floresta da Tijuca. 
No seu topo, estão localizadas as antenas das emissoras de televisão e das estações de rádio FM do município. Atualmente, o morro conta com 32 torres e 400 antenas. No entanto, algumas das torres foram retiradas devido a esforços para a preservação da floresta e do parque.

Sua visualização é possível de diversos e distintos pontos do Rio de Janeiro. O acesso ao morro é restrito para visitantes.

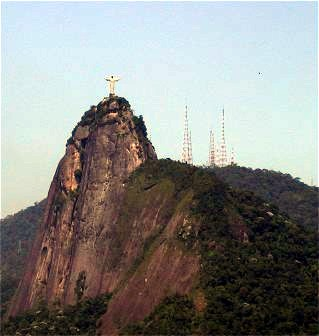
Corcovado e Cristo Redentor, em primeiro plano, e ao fundo, as antenas localizadas no alto do Morro do Sumaré.